# Gunnar Turesson

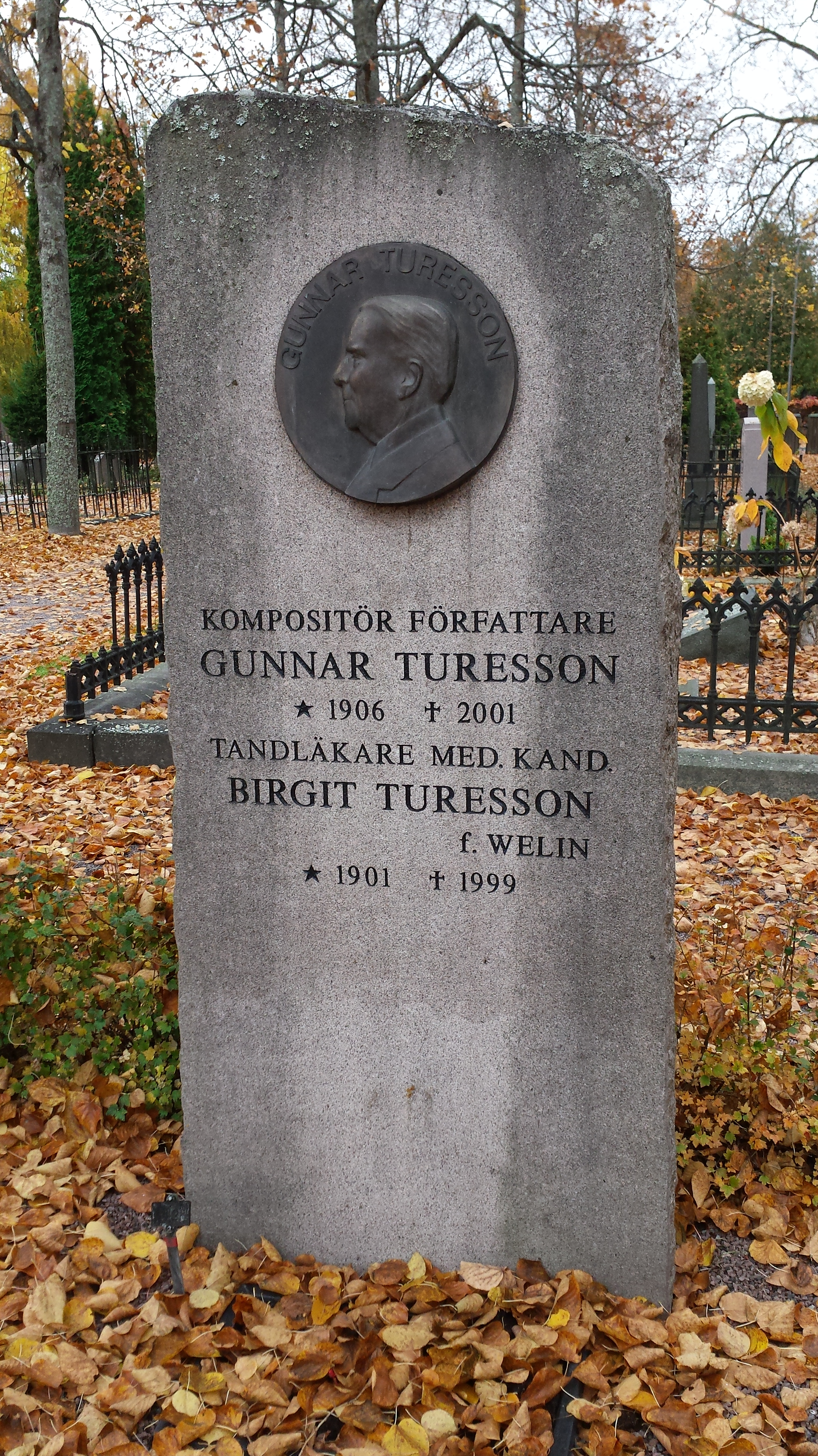
Gunnar Turessons grav på Gamla kyrkogården i Karlstad.

Gunnar Anders Turesson, född 6 oktober 1906 i Arvika, död 3 juli 2001 i Hammarö, var en svensk trubadur, tonsättare, målare, tecknare och vissångare som sjöng till eget lutackompanjemang.

## Biografi
Gunnar Turesson var son till orgelbyggaren Peter Emil Thuresson och Karin Peterson och från 1949 gift med tandläkaren Birgit Hellsing (född Welin). Turesson var en uppskattad vissångare och utgav flera samlingar med egna kompositioner. Turesson studerade först violin för Lars Zetterquist, men bytte sedan instrument och övergick till luta. Han studerade samtidigt sång och musikteori.
Turesson har tonsatt dikter av flera svenska poeter. Till de mest kända verken hör Frans G. Bengtssons "En ballad om franske kungens spelmän", Gabriel Jönssons "Flicka från Backafall" ("Vid vakten"), Dan Anderssons "Jag väntar vid min stockeld...", ”Hemlängtan”, ”Om aftonen” och ”Balladen om Margit”. Turesson berättar själv att han lånade diktaren Gabriel Jönsson på Kungliga biblioteket och satte sig vid Linnes staty ”och fann melodin till Flicka från Backafall. Jag drömde mig bort till Borstahusen och trakterna där och kunde strax på ett papper skriva ner hela melodin. Det blev en succé inte bara i Sverige utan man sjöng den i hela Norden”. Turesson har tonsatt dikter av Harry Martinsson, Nils Ferlin, Helmer Grundström, Ivar Lo-Johansson, Dan Andersson, Hjalmar Gullberg och Anders Österling.
Han studerade konst för Ture Ander i Arvika 1928–1929 och deltog under 1930-talet i målnings- och teckningskurser vid Konstakademiens kvällsundervisning. Som konstnär var han sparsam med utställningar och separat ställde han ut i Karlstad 1953 där han visade sina färgteckningar från Norge. Hans konst består av porträtt och landskapsmålning utförda i olja, akvarell eller pastell. Förutom text bidrog han med etnologiska teckningar och landskapsteckningar i bokverket Värmländska kulturtraditioner.
Dan Andersson var svåger till Gunnar Turesson och uppmuntrade tidigt sin unge släkting i hans musikutövning. Makarna Turesson är begravda på Västra kyrkogården i Karlstad.

### Musiktryck – egna kompositioner
- Ny musik till ny dikt. / musik av Gunnar Turesson till dikter av Harry Martinsson, Nils Ferlin, Helmer Grundström och Ivar Lo-Johansson. 1933
- Lutans ballader / musik: Gunnar Turesson ; text: Frans G. Bengtsson. Stockholm: Elkan & Schildknecht, 1936
- Ur Johnny Sjömans visbok / musik av Gunnar Turesson ; text av Einar Moberg. Stockholm, 1937
- Strängaspel : 5:te visboken. Stockholm : Elkan & Schildknecht, 1939
- [Dikter av Dan Andersson] : 14 dikter av Dan Andersson / musik Gunnar Turesson. Stockholm: Elkan & Schildknecht, 1939
- Visor med vackra ord / Musik: Gunnar Turesson ; Text: Prins Wilhelm. Stockholm : Elkan & Schildknecht, 1942
- De tolv strängarna : 12 visor. Stockholm: Elkan & Schildknecht, 1945
- Barnen på Björkbacken : för piano, gitarr eller luta / musik av Gunnar Turesson ; text av Ester Renwik ; teckningar av Helge Artelius. Stockholm: Saxon & Lindström, 1948
- Visor i moll och dur / ill. av Nils Hahne. Stockholm : LT, 1951
- Visor från Kråkelund / upptecknade, sammanställda och arrangerade av Gunnar Turesson ; illustrerade av Kaj Beckman. Stockholm : Tiden, 1965
- Doktorns visor = Tohtorin viisuja / text: Jan-Axel Nordlund ; musik: Gunnar Turesson ; finsk text/suomennos: Sisko Terho ; arr./Sovitus: Lennart Wärmell. Stockholm: Trio-förl., 1973?
- Sånger för kör / Gunnar Turesson ; arrangerade för blandad kör av Else Berntsen Aas. Stockholm : Almqvist & Wiksell, 1986
- Skaldevisor till dikter av Bo Setterlind. Stockholm : Trio-förlaget, 1973

### Övrigt
- Visan genom tiderna [Musiktryck] / sammanställd av Gunnar Turesson. Stockholm: Folket i Bild, 1942
- Våra vackra visor / sammanställd av Gunnar Turesson. Stockholm : Folket i Bild, 1945
- Visor / sammanställd av Gunnar Turesson. [Stockholm]: FIB, 1947
- Värmländska kulturtraditioner. Del 1–10. 1960–1992
- Visor och skaldeminnen. Stockholm : LT, 1976
- Den finska sångens och musikens värmländska traditioner. (Finska språket i Sverige). Stockholm: Fören. Norden, 1980
- Ur glöden kan jag sång förnimma : dikter. Originalupplaga 1981

## Diskografi
Urval
- Gunnar Turesson sjunger till Gösta Theselius orkester (Pyramid Records 1977)

## Priser och utmärkelser
- 1974 – Evert Taube-stipendiet
- 1982 – Dan Andersson-priset
- 1983 – Nils Ferlin-Sällskapets trubadurpris [5]